# Демократичний союз свободи
Демократичний союз свободи — конспіративна антикомуністична організація в м. Белць, що розгорнула свою діяльність в 1951-1952 роках . Лідером організації був Анатолій Мілютін .

## Члени організації
- Анатолій Мілютін - н. 1925, Камишев (Ростовська область, РРФСР, СРСР ), росіянин, закупник в сільськогосподарській артілі „Ленін” в Бельцях; засуджено до кари смерті через розстріл.
- Микола Постол, н. 1925, Бочкари (Новосибірська область, РРФСР, СРСР), росіянин, монтажник в депо залізничної станції в Бельцях-Слободзеї; засуджено до кари смерті через розстріл.
- Боріс Новак - н. 1925, с. Бадичани (Сороцький повіт, Румунія), молдованин, працівник цукрового заводу в Бельцях, засуджений до 25 років ув'язнення в таборах праці, з ураженням в громадянських правах до п'яти років і конфіскацією майна.
- Васіле Барбовскі - н. 1925, с. Бадичани (Сороцький повіт, Румунія), молдованин, начальник складу на цукровому заводі в Бельцях, засуджений до 25 років ув'язнення в таборах праці, з ураженням в громадянських правах до п'яти років і конфіскацією майна.
- Василь Хрипливий - н. 1923, с. Кейнарій-Векі(Сороцький повіт, Румунія), українець, вантажник на цукровому заводі в Бельцях, засуджений до 25 років ув'язнення в таборах праці, з ураженням в громадянських правах до п'яти років і конфіскацією майна.
- Петро Капуста - н. 1912, с. Івановка (Сороцький повіт, Російська імперія), українець, колгоспник, засуджений до 25 років ув'язнення в таборах праці, з ураженням в громадянських правах до п'яти років і конфіскацією майна.
- Сіміон Унту - н. 1922, с. Гура-Кеїнарулуй (Сороцький повіт, Румунія), молдованин, колишній солдат Румунської армії, працівник млину в рідному селі, засуджений до 25 років ув'язнення в таборах праці, з ураженням в громадянських правах до п'яти років і конфіскацією майна.
- Олексій Коваль - н. 1910, с. Рашків (Подільська губернія, Російська імперія), українець, працівник млину в рідній місцевості, засуджений до 25 років ув'язнення в таборах праці, з ураженням в громадянських правах до п'яти років і конфіскацією майна.
- Сава Лопатинський - н. 1896, с. Шебутинці, (Подільська губернія, Російська імперія), росіянин, слюсар на пивзаводі в Бельцях, засуджений до 25 років ув'язнення в таборах праці, з ураженням в громадянських правах до п'яти років і конфіскацією майна.
- Кіндрат Боріс - н. 1906, с. Покровка (Хотинський повіт, Російська імперія), росіянин, працівник цукрового заводу в Бельцях, засуджений до 25 років ув'язнення в таборах праці, з ураженням в громадянських правах до п'яти років і конфіскацією майна.
- Максим Храпченков - н. 1915, с. Покровка (Хотинський повіт, Російська імперія), росіянин, працівник цукрового заводу в Бельцях, засуджений до 25 років ув'язнення в таборах праці, з ураженням в громадянських правах до п'яти років і конфіскацією майна.
- Артем Борісов - н. 1918, с. Доброджа-Веке (Бельцький повіт, Румунія), росіянин, працівник цукрового заводу в Бельцях, засуджений до 10 років ув'язнення в таборах праці, з ураженням в громадянських правах до п'яти років.
- Порфирій Сільвестров - н. 1911, с. Покровка (Хотинський повіт, Російська імперія), росіянин, працівник цукрового заводу в Бельцях, засуджений до 25 років ув'язнення в таборах праці, з ураженням в громадянських правах до п'яти років і конфіскацією майна.
- Іван Ковальов - н. 1911, с. Покровка (Хотинський повіт, Російська імперія), росіянин, працівник цукрового заводу в Бельцях, засуджений до 10 років ув'язнення в таборах праці, з ураженням в громадянських правах до п'яти років.
- Акім Борісов - н. 1911, с. Покровка (Хотинський повіт, Російська імперія), росіянин, працівник цукрового заводу в Бельцях, засуджений до 25 років ув'язнення в таборах праці, з ураженням в громадянських правах до п'яти років і конфіскацією майна.
- Іван Єшан - н. 1921, Бельці, росіянин, візничий в міській дирекції доріг в Бельцях, засуджений до 25 років ув'язнення в таборах праці, з ураженням в громадянських правах до п'яти років і конфіскацією майна.
- Олександр Корчак - н. 1922, с. Медвежа (Хотинський повіт, Румунія), українець, вантажник на млині № 5 в Бельцях, засуджений до 25 років ув'язнення в таборах праці, з ураженням в громадянських правах до п'яти років і конфіскацією майна.
- Григорій Пелеванюк - н. 1919, с. Івановка, (Сороцький повіт, Румунія), українець, вантажник на залізничній станції Бельці-Слободзея, засуджений до 10 років ув'язнення в таборах праці, з ураженням в громадянських правах до п'яти років.
- Михайло Донець - н. 1922, с. Кодрянка, (Хотинський повіт, Румунія), українець, вантажник на цукровому заводі в Бельцях, засуджений до 25 років ув'язнення в таборах праці, з ураженням в громадянських правах до п'яти років і конфіскацією майна.
- Думітру Педурец - н. 1920, с. Гура-Кеїнарулуй, (Сороцький повіт, Румунія), молдованин, колгоспник, засуджений до 25 років ув'язнення в таборах праці, з ураженням в громадянських правах до п'яти років і конфіскацією майна.
- Александру Ґонца - н. 1919, с. Гура-Кеїнарулуй, (Сороцький повіт, Російська імперія), молдованин, колгоспник, засуджений до 25 років ув'язнення в таборах праці, з ураженням в громадянських правах до п'яти років і конфіскацією майна.
- Джупо Ґолентундер - н. 1922, с. Палешник (Беловарсько-Крижевецька жупанія, Королівство сербів, хорватів і словенців), хорват, працівник цукрового заводу в Бельцях, засуджений до 25 років ув'язнення в таборах праці, з ураженням в громадянських правах до п'яти років і конфіскацією майна.
- Микола Усатий - н. 1912, с. Покровка (Бельцький повіт, Російська імперія), українець, бригадир місцевого колгоспу, засуджений до 10 років ув'язнення в таборах праці, з ураженням в громадянських правах до п'яти років.